# MTV Movie Awards 2004
De MTV movie awards van 2004 werden op 28 mei gehouden in het Shrine Auditorium te Los Angeles, Californië. Presentatie was in handen van Lindsay Lohan en er waren optredens van de Beastie Boys, D12 en de Yeah Yeah Yeahs.

## Best Movie (Beste film)
- The Lord of the Rings: The Return of the King
- Finding Nemo
- X2: X-Men United
- 50 First Dates
- Pirates of the Caribbean: The Curse of the Black Pearl

## Best Male Performance (Beste acteerprestatie door een man)
- Johnny Depp in Pirates of the Caribbean: The Curse of the Black Pearl
- Jim Caviezel in The Passion of the Christ
- Tom Cruise in The Last Samurai
- Bill Murray in Lost in Translation
- Adam Sandler in 50 First Dates

## Best Female Performance (Beste acteerprestatie door een vrouw)
- Uma Thurman in Kill Bill
- Charlize Theron in Monster
- Queen Latifah in Bringing Down the House
- Drew Barrymore in 50 First Dates
- Halle Berry in Gothika

## Breaktrough male (Mannelijke nieuwkomer)
- Shawn Ashmore in X2: X-Men United
- Shia LaBeouf in Holes
- Ludacris in 2 Fast 2 Furious
- Omarion in You Got Served
- Cillian Murphy in 28 Days Later

## Breaktrough female (Vrouwelijke nieuwkomer)
- Lindsay Lohan in Freaky Friday
- Scarlett Johansson in Lost in Translation
- Keira Knightley in Pirates of the Caribbean: The Curse of the Black Pearl
- Jessica Biel in The Texas Chainsaw Massacre
- Evan Rachel Wood in Thirteen

## Best Comedic Performance (Beste komische optreden)
- Jack Black in School of Rock
- Ellen DeGeneres in Finding Nemo
- Johnny Depp in Pirates of the Caribbean: The Curse of the Black Pearl
- Will Ferrell in Elf
- Jim Carrey in Bruce Almighty

## Best villain (beste schurk)
- Lucy Liu in Kill Bill
- Andrew Bryniarski als Leatherface in The Texas Chainsaw Massacre
- Kiefer Sutherland in Phone Booth
- Geoffrey Rush in Pirates of the Caribbean: The Curse of the Black Pearl
- Demi Moore in Charlie's Angels: Full Throttle

## Best On-Screen team (Beste team op het scherm)
- Adam Sandler & Drew Barrymore in 50 First Dates
- Johnny Depp & Orlando Bloom in Pirates of the Caribbean: The Curse of the Black Pearl
- Jack Black & the School of Rock Band in School of Rock
- Ben Stiller & Owen Wilson in Starsky & Hutch
- Will Smith & Martin Lawrence in Bad Boys II

## Best dance sequence (Beste dansscène)
- Seann William Scott in American Wedding
- Drew Barrymore, Cameron Diaz & Lucy Liu in Charlie's Angels: Full Throttle
- Ben Stiller & Jennifer Aniston in Along Came Polly
- Steve Martin in Bringing Down the House
- Omarion, Marques Houston & the Lil' Saint's Dance Crew in You Got Served

## Best Kiss (Beste zoen)
- Owen Wilson, Carmen Electra & Amy Smart in Starsky and Hutch
- Charlize Theron & Christina Ricci in Monster
- Keanu Reeves & Monica Bellucci in The Matrix Reloaded
- Jim Carrey & Jennifer Aniston in Bruce Almighty
- Shawn Ashmore & Anna Paquin in X2: X-Men United

## Best fight (Beste gevecht)
- Uma Thurman vs. Chiaki Kuriyama in Kill Bill
- Hugh Jackman vs. Kelly Hu in X2: X-Men United
- Keanu Reeves vs. Hugo Weaving in The Matrix Reloaded
- The Rock vs. the Kontiki Rebels in The Rundown (presented on-air as The Rock vs. Ernie Reyes Jr. and the Kontiki Rebels)
- Queen Latifah vs. Missi Pyle in Bringing Down the House

## Best cameo (Beste bijrol)
- Simon Cowell in Scary Movie 3
- Matt Damon in EuroTrip
- Paul Michael Glaser and David Soul in Starsky & Hutch
- John McEnroe in Anger Management
- Lance Armstrong in DodgeBall: A True Underdog Story

1992 · 1993 · 1994 · 1995 · 1996 · 1997 · 1998 · 1999 · 2000 · 2001 · 2002 · 2003 · 2004 · 2005 · 2006 · 2007 · 2008 · 2009 · 2010 · 2011